# 乔迪·克拉特沃西
乔迪·克拉特沃西（英語：Jodie Clatworthy，1972年4月3日—），澳大利亚女子游泳运动员。她曾代表澳大利亚参加1986年和1990年英联邦运动会游泳比赛，获得三枚银牌。她也曾参加1988年夏季奥运会。